# ヒコウキソウ
ヒコウキソウ（飛行機草、学：Christia vespertilionis）は、マメ科ホオズキハギ属に含まれる植物の一種。ストライプ柄の入った飛行機の様な形状をした葉が特徴である。コウモリホオズキハギ（蝙蝠酸漿萩／蝙蝠鬼灯萩）とも呼ばれる。英名はバタフライ・リーフ・ストライプ（Butterfly leaf stripe）である。学名は、クリスティア・ヴェスペルティリオニスと読む。

## 概要
中国の広東省、広西チワン族自治区、海南省、ベトナム、カンボジア、タイ、マレーシアのマレー半島、インドネシアのジャワ島が原産地の多年草である。ミャンマーとフィリピン、南アジア全域、ドミニカ共和国に帰化している。いずれも高温多湿の地域に生息している。葉は薄く三出複葉で、中心の小葉（頂上葉）が蝶、もしくは飛行機に見える。側小葉は非常に小さく、頂上葉のみが非常に大きく発達する種類もある。園芸種には頂上葉に赤紫色の縞模様が3～4本入る種が流通している。総状花序の花は葉の基部に花茎が付き、先端にマメ科特有の白もしくは薄紫色の蝶形花を2～4輪つける。茎は叢生し、葉柄と同じく非常に細い。マメ科のつる植物に見られる巻きひげは見られない。種子はマメ科に多く見られる3～5粒入った莢（豆果）に入っおり、熟すと裂開して中から種子が零れ落ちる仕組みとなっている。1961年に発見された。

## 栽培方法
赤道周辺熱帯雨林気候の低地が原産なので寒さには滅法弱く15℃以下になると成育が停止し枯死してしまう。この性質から日本では一年草として扱われている。日本では寄せ植えに使用するカラーリーフや観葉植物として流通している。種から育てる場合は5月か10月頃に行うが、10月頃に播種すると冬を越さないとならないので、できれば春に播種すると管理が容易である。植え付けは4～5月に行い、10月まで継続的に施肥を行う。花期は秋頃で、夏～花期が終わるまでの時期は水を切らさないようにする。冬越しする場合は乾燥気味に管理を行う。表面が乾いて3日程度経過して水を与える間隔が良い。また、日陰で管理すると葉焼けを防げる。赤紫色のストライプ模様が入る種はストライプヒコウキソウ（ストライプ飛行機草）として流通している場合もある。葉が薄く柔らかいのでナメクジやヨトウムシの食害の被害が発生する場合がある。

## 名称について
属名のChristiaは、Cruciatus（十字）からきているという説があるが明確な由来は不明である。ラテン語でChristiaは、「キリスト教徒の」という意味がある。種小名のvespertilionisは、「コウモリに似た」という意味がある。和名、英名の由来は風に靡く頂上葉がチョウ、もしくは飛行機、コウモリの飛ぶ姿を髣髴とさせる事からである。

## 下位分類
ヒコウキソウは厳密には２変種に分けられると言われている。
- Christia vespertilionis var. grandifolia

ベトナムの熱帯雨林のみに自生する変種。
- Christia vespertilionis var. vespertilionis

狭義のヒコウキソウ。中国の広東省、広西チワン族自治区、海南省、ベトナム、カンボジア、タイ、マレーシアのマレー半島、インドネシアのジャワ島が原産地の多年草である。ミャンマーとフィリピン、南アジア全域、ドミニカ共和国に帰化している。

## ギャラリー

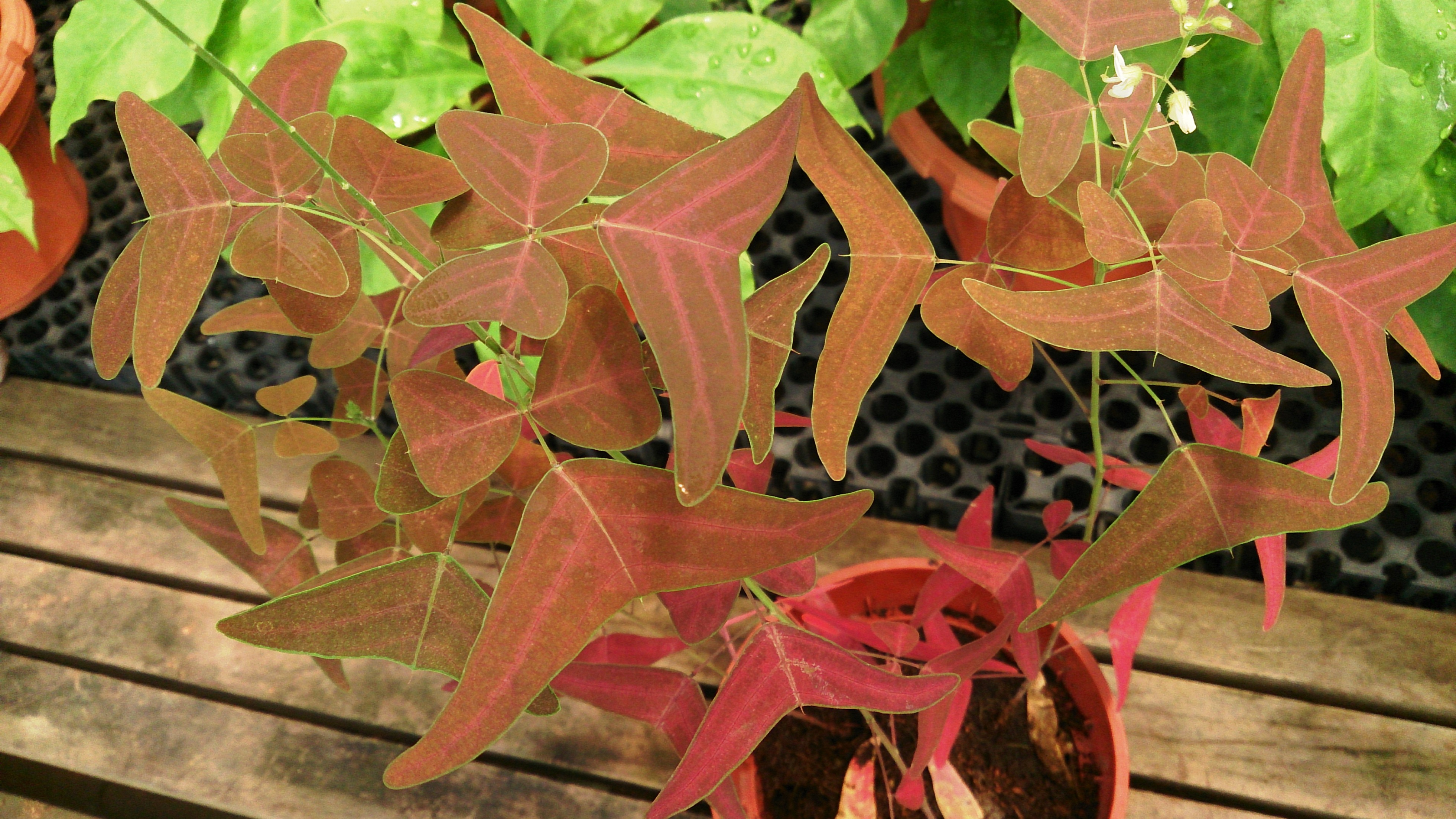
葉は三出複葉である。
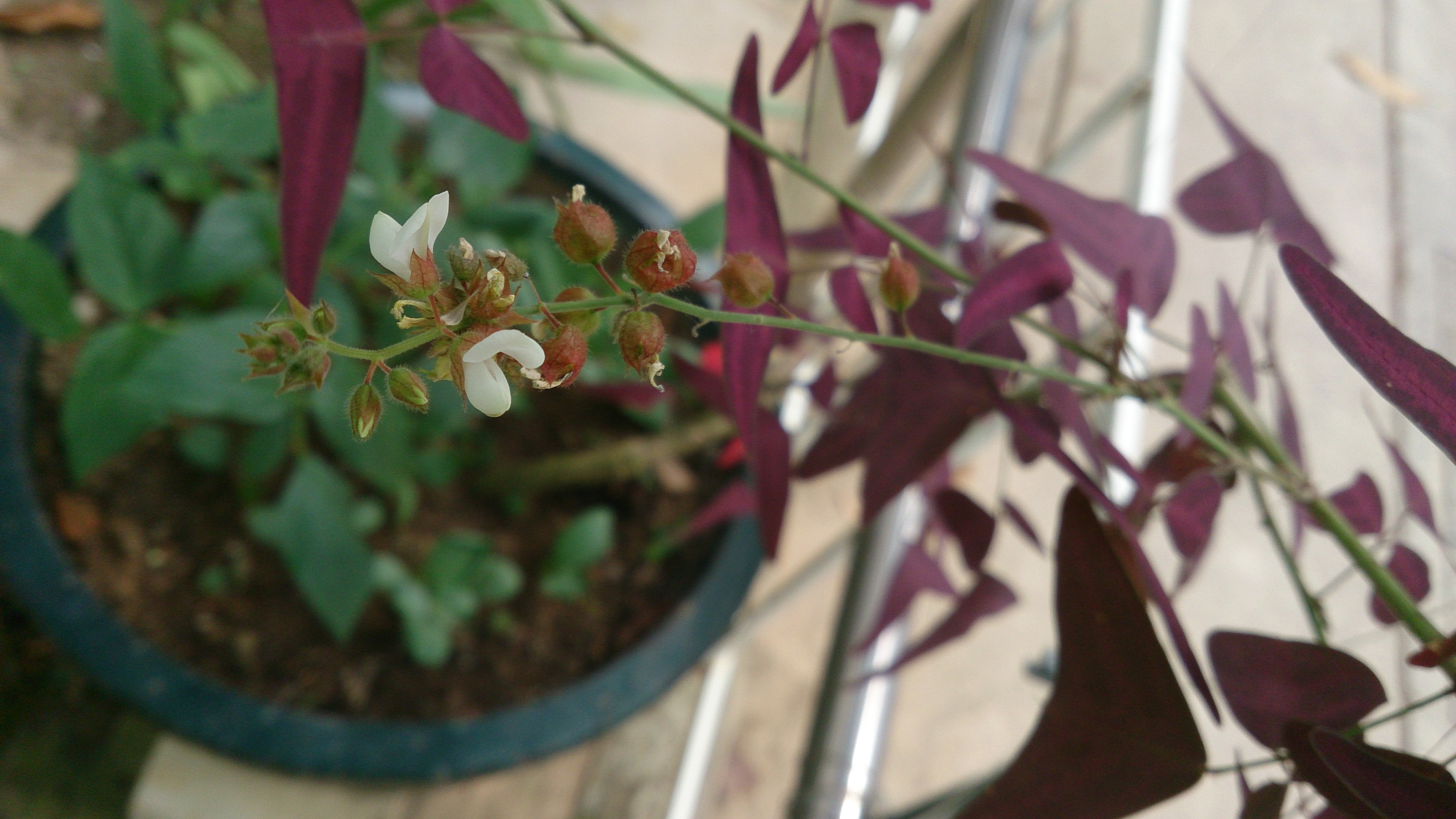
花
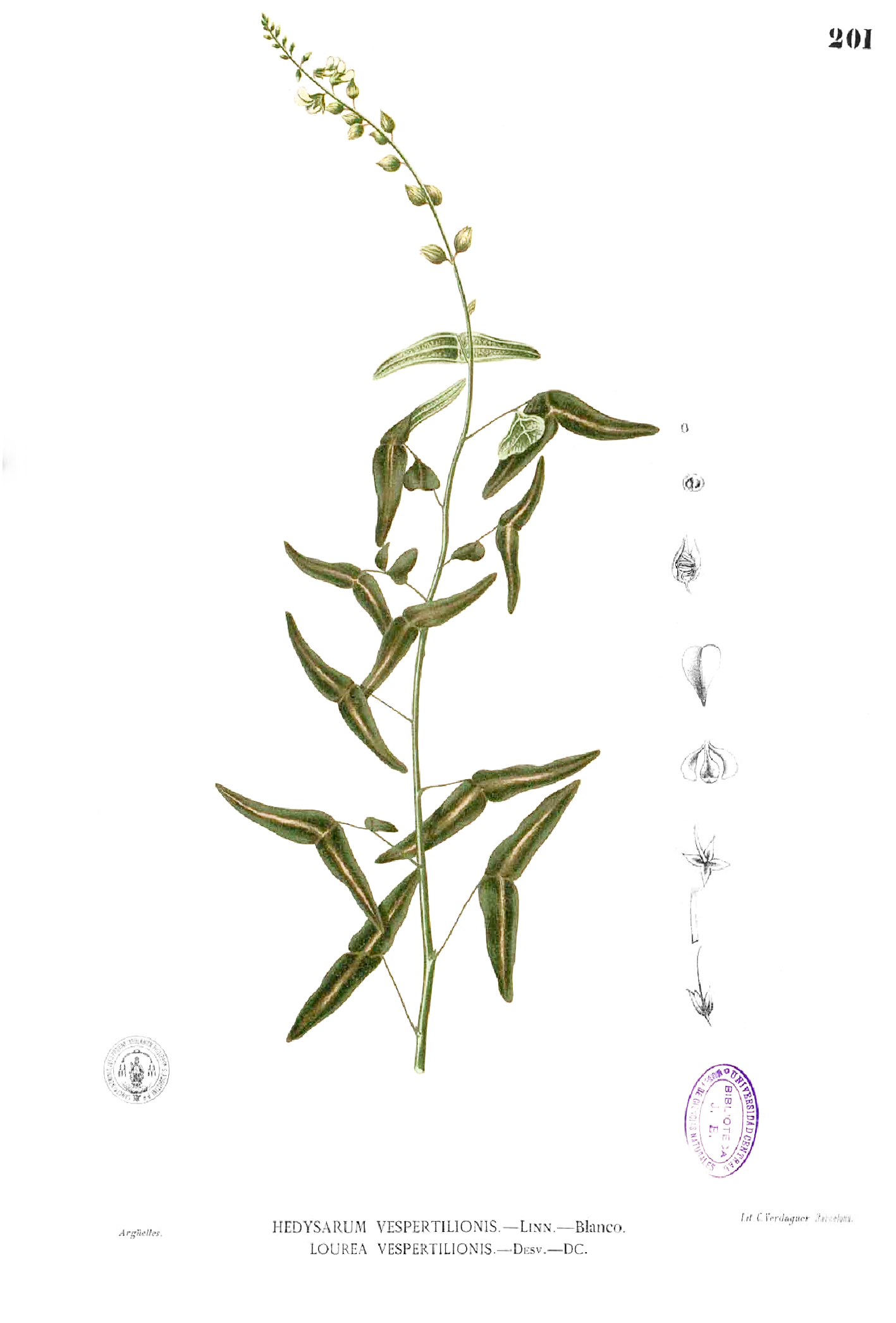
全容のスケッチ。